# Neoarisemus laosensis
Neoarisemus laosensis är en tvåvingeart som beskrevs av Jezek 2004. Neoarisemus laosensis ingår i släktet Neoarisemus och familjen fjärilsmyggor.
Artens utbredningsområde är Laos. Inga underarter finns listade i Catalogue of Life.